# تيد واشبورن
تيد واشبورن (بالإنجليزية: Ted Washburn)‏ هو مجدف أمريكي، ولد في 25 سبتمبر 1942 في بوسطن في الولايات المتحدة.

## وصلات خارجية
- تيد واشبورن على موقع الاتحاد الدولي للتجديف (الإنجليزية)
- تيد واشبورن على موقع أوليمبيديا (الإنجليزية)